# Wola Łokotowa (gromada)
Wola Łokotowa – dawna gromada, czyli najmniejsza jednostka podziału terytorialnego Polskiej Rzeczypospolitej Ludowej w latach 1954–1972.
Gromady, z gromadzkimi radami narodowymi (GRN) jako organami władzy najniższego stopnia na wsi, funkcjonowały od reformy reorganizującej administrację wiejską przeprowadzonej jesienią 1954 do momentu ich zniesienia z dniem 1 stycznia 1973, tym samym wypierając organizację gminną w latach 1954–1972.
Gromadę Wola Łokotowa siedzibą GRN w Woli Łokotowej utworzono – jako jedną z 8759 gromad na obszarze Polski – w powiecie brzezińskim w woj. łódzkim, na mocy uchwały nr 29/54 WRN w Łodzi z dnia 4 października 1954. W skład jednostki weszły obszary dotychczasowych gromad Brynica, Frydrychów, Jankowice, Jankowice kolonia, Lubiska, Lubiska kolonia, Mościska, Rewica B, Wola Łokotowa, Taurów i Zamłynie ze zniesionej gminy Jeżów oraz wieś Rewica Królewska z dotychczasowej gromady Redzeń Stary ze zniesionej gminy Mikołajów w tymże powiecie. Dla gromady ustalono 14 członków gromadzkiej rady narodowej.
31 grudnia 1959 do gromady Wola Łokotowa przyłączono kolonię Rewica i kolonię Rewica A ze zniesionej gromady Wierzchy.
1 lipca 1968 gromadę zniesiono, a jej obszar włączono do gromad: Jeżów (wieś Frydrychów, wieś Wola Łokotowa, wieś i kolonię Lubiska, wieś i kolonię Jankowice, wieś Taurów, wieś Zamłynie, wieś Mościska, wieś Rewica B, wieś Rewica Królewska, osadę młyńską Brzozowica oraz wieś Brynica) i Katarzynów (kolonię Rewica oraz wieś Rewica Szlachecka) w tymże powiecie.